# Marcillat
Marcillat é uma comuna francesa na região administrativa de Auvérnia-Ródano-Alpes, no departamento Puy-de-Dôme. Estende-se por uma área de 11,83 km². Em 2010 a comuna tinha 294 habitantes (densidade: 24,9 hab./km²).